# Matka Boża Jazłowiecka
Matka Boża Jazłowiecka, zwana Panią Jazłowiecką – neoklasycystyczny posąg Najświętszej Maryi Panny o wysokości 170 cm postaci i 24 cm podstawy z białego kararyjskiego marmuru. 

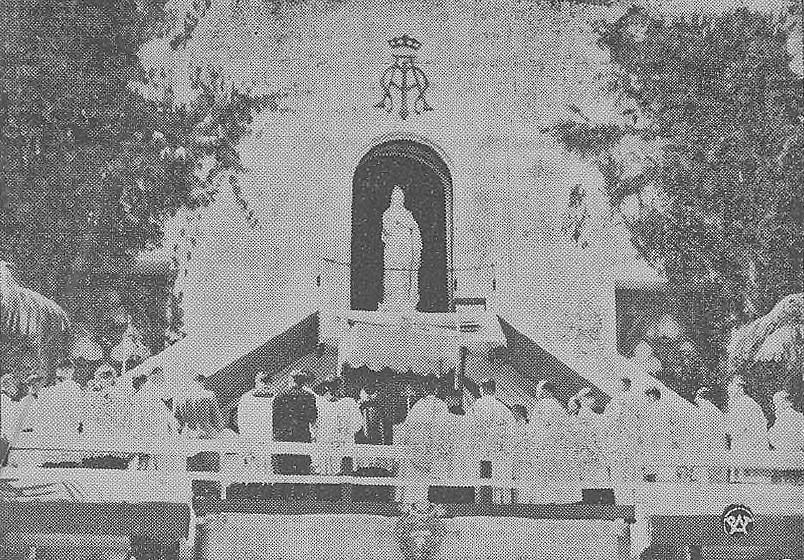
Koronacja figury Matki Bożej Jazłowieckiej 9 lipca 1939

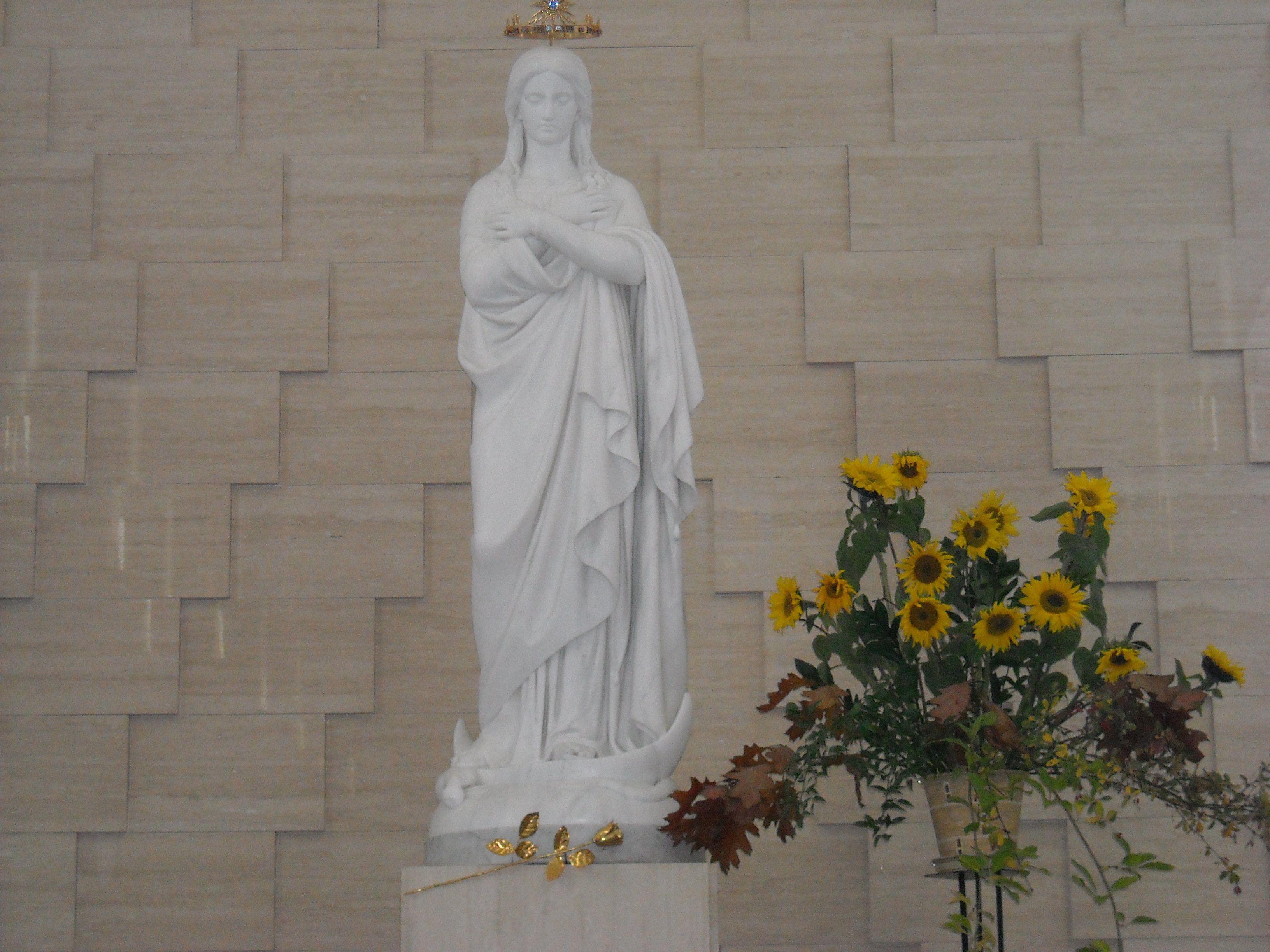
Matka Boża Jazłowiecka

## Historia
Posąg został wykonany w 1884 w Rzymie przez polskiego rzeźbiarza, Oskara Sosnowskiego, na prośbę błogosławionej matki Marii Marceliny od Niepokalanego Poczęcia N.M.P. Darowskiej dla kaplicy domu macierzystego zgromadzenia sióstr niepokalanek w Jazłowcu. 
10 sierpnia 1883 święty arcybiskup warszawski Zygmunt Szczęsny Feliński poświęcił figurę. 
Żołnierze polskiego pułku ułanów uwolnili klasztor od zagrożenia w czasie okupacji tego rejonu, a w dniach od 11 do 13 lipca 1913 walczyli w bitwie pod Jazłowcem
Sformowany potem 14 Pułk Ułanów Jazłowieckich obrał sobie figurę Niepokalanej za patronkę (Hetmankę). Postać Matki Bożej Jazłowieckiej umieszczono też na sztandarze pułku, ufundowanym przez wychowanki klasztoru.
27 września 1927 por. Władysław Nowacki zapoczątkował tradycję, przybywając konno ze Lwowa w mundurze ułana, w którym walczył w 1919 pod Jazłowcem. Złożył Najświętszej Pannie swój dawny proporzec jako wotum i oświadczył, że pułk ułanów Jazłowieckich żywi gorące nabożeństwo do Marii i pragnie corocznie w dzień Jej Niepokalanego Poczęcia wysyłać do klasztoru delegację. Odtąd w co roku przybywały z pułku delegacje.
Powstała Modlitwa Ułana Jazłowieckiego, określana też jako Pieśń do Najświętszej Marii Panny Jazłowieckiej, którą stworzył w 1927 por. Nowacki, który 8 grudnia tego roku w uroczystość Uroczystość Niepokalanego Poczęcia Najświętszej Maryi Panny osobiście udał się do Jazłowca, przekazując tam swój utwór i składając u stóp figury Najświętszej Marii Panny Jazłowieckiej lancę wraz z proporczykiem pułku. Tekst modlitwy:
Szczęście i spokój daj tej ziemi, Pani,
Co krwią spłynęła wśród wojen pożogi,
Do Cię swego modły zanosim, Ułani,
Odwróć, ach odwróć, o odwróć los srogi!
I by radosna była jak uśmiech dziecka,
Spraw to, Najświętsza Panno Jazłowiecka!
Spraw, by zasiadła sławna i potężna,
Między narody królując wspaniale,
By się rozeszła sława jej oręża,
Spraw to, o Pani, spraw to ku swej chwale!
By zło jak nawała rozprysło – turecka,
Spraw to, Najświętsza Panno Jazłowiecka!
By pod jej rządów wspaniałym ramieniem,
Zakwitły miłość i spokój jak w niebie,
Daj, by ułana ostatnim westchnieniem,
Było móc polec, polec w jej potrzebie!
Aby jej strzała nie tknęła zdradziecka,
Spraw to, Najświętsza Panno Jazłowiecka!
W niedzielę 9 lipca 1939 figura została uroczyście koronowana przez kardynała Augusta Hlonda szczerozłotą koroną, ozdobioną drogocennymi kamieniami. Podczas uroczystości płk Edward Godlewski odczytał akt poświęcenia się pułku Jazłowieckiego opiece Matki Boskiej. 
7 sierpnia 1939 do Jazłowca przybyli 9 pułku ułanów Małopolskich z Trembowli z dowódcą, pułkownikiem Klemensem Rudnickim, i złożyli u stóp Pani Jazłowieckiej odznakę pułkową jako wotum.
Mjr Władysław Nowacki poległ w wojnie obronnej 1939.
W maju 1946 siostry zmuszone opuścić Jazłowiec przewiozły cudowny posąg do Szymanowa, gdzie odbiera cześć. Obecnie w Jazłowcu znajduje się wierna kopia posągu Matki Bożej Jazłowieckiej.